# Ксандров Дмитро Миколайович
Дмитро Миколайович Ксандров (12 квітня 1886, за іншими даними — 20 березня 1887, м. Бірюч Воронезька губернія, Російська імперія — ?) — фахівець у галузі авіації, професор.

## Життєпис
З дворянського роду.
У 1905 р. закінчив Харківську 4-ту гімназію.
У 1921 р. закінчив з відзнакою — Харківський технологічний інститут з авіаспеціальності. У ньому ж залишився працювати викладачем (1921—1922), згодом доцентом (1923—1925) та професором кафедри авіації (1927—1929). Читав курси лекцій з будівельної механіки (від 1921), аеродинамічних розрахунків аеропланів (від 1923), еволюції конструктивних ідей, аеродинаміки, історії повітроплавання, основ авіації (1927) на авіавідділенні.
Був членом Комісії з обладнання аеродинамічної лабораторії ХТІ (1924), водночас  –  заступником завідувача відділу мобілізації промислових та військових замовлень ВРНГ УРСР, «Уповголоввійськпромторгу» (1921—1928), інженером Головного управління військової промисловості (ГУВП) СРСР в Україні, членом правління Товариства авіації та повітроплавання України і Криму (1923).
У 1925—1929 рр. — науковий співробітник, з 1927 р. — завідувач науково–дослідної кафедри гідромеханіки та авіації при ХТІ. Член ревізійної комісії Акціонерного товариства повітряних сполучень.
З 1928 р. — Голова авіаційно–дослідної секції Товариства сприяння обороні та авіаційно-хімічному будівництву в УРСР. Член Центрального правління Товариства авіації та повітроплавання (ТАПУК), кваліфікаційної комісії механічного факультету ХТІ (1930).
Від 1930 р.  –  професор Харківського авіаційного інституту. У 1930—1936 рр. — декан літакобудівного факультету.
У 1938—1941 та 1943—1948 рр. — завідувач кафедри міцності матеріалів ХАІ, водночас  –  завідувач кафедри будівельної механіки Харківського автодорожного інституту.
У 1948 р. отримав патент на станок для іспитів статично невизначених балок.
Подальша доля невідома.

## Праці
- «Полеты в природе» (Харків, 1925);
- «Анализ кривых графиков нового приема аэродинамического расчета» (Харків, 1927);
- «Аэродинамический расчет аэропланов: курс лекций» (Харків, 1928);
- «Высотная характеристика авиамоторов» (Харків, 1928).
- Сравнительная характеристика «Кометы» и «Юнкерса» // Воздуш. флот. 1923. № 1;
- Напряжения 2-го порядка при кручении бруса прямоугольного сечения // Науч. сб. Харьков. авиац. ин-та. 1940. Т. 3, вып. 1(7).